# Cutting Crew
Cutting Crew est un groupe de pop rock britannique formé à Londres en Angleterre.

## Biographie

### Première phase (1985-1993)
Cutting Crew est formé par le guitariste Kevin Scott MacMichael et le chanteur Nick Van Eede en Angleterre en 1985. Le bassiste Colin Farley et le batteur Martin Beadle les rejoignent en 1986 pour la sortie du 45 t Broadcast. Le single (I Just) Died in Your Arms se classe no 1 des charts britanniques et dans le top 5 européen. Le groupe continue à produire des tubes tels que One for the Mockingbird et Mirror and a Blade. Après la sortie de leur troisième album intitulé Compus Mentus, le groupe se sépare en 1993. Une compilation, Greatest Hits, est sortie à la fin des années 1990.
Relax, Take It Easy de Mika serait inspiré en partie de (I Just) Died in Your Arms.

### Retour (depuis 2005)
En 2003, Van Eede forme le groupe Grinning Souls. Ce groupe sort indépendamment l'album Capture en 2005. L'année suivante, Van Eede prend la décision de rééditer l'album sous le titre Grinning Souls, cette fois en créditant Cutting Crew. Grinning Souls (le groupe) devient Cutting Crew pour les enregistrements live. Le groupe tourne notamment en Allemagne, au Canada et en Suisse avec entre autres, ABC, Berlin, Wang Chung, Supertramp, Level 42 et Midge Ure. En 2008, Cutting Crew signe au label Spectra Records.
En octobre 2015, Cutting Crew sort son cinquième album studio, Add to Favourites. Il comprend Till the Money Run$ Out publié en tant que premier single le 4 septembre 2015. À cette période, le groupe comprend les guitaristes Gareth Moulton et Joolz Dunkley, le bassiste Nick Kay, le claviériste Jono Harrison, le batteur Martyn Barker et les Blackjack Horns. Le groupe embarque pour une tournée britannique après cette sortie.

## Membres
- Nick Van Eede - chant, guitare
- Kevin Scott MacMichael - guitare
- Colin Farley - basse
- Martin Beadle - batterie

## Discographie

### Albums studio
- 1986 : Broadcast
- 1989 : The Scattering
- 1992 : Compus Mentus
- 2006 : Grinning Souls
- 2015 : Add to Favourites

### Compilations
- 1993 : The Best of Cutting Crew